# Rasalgethi

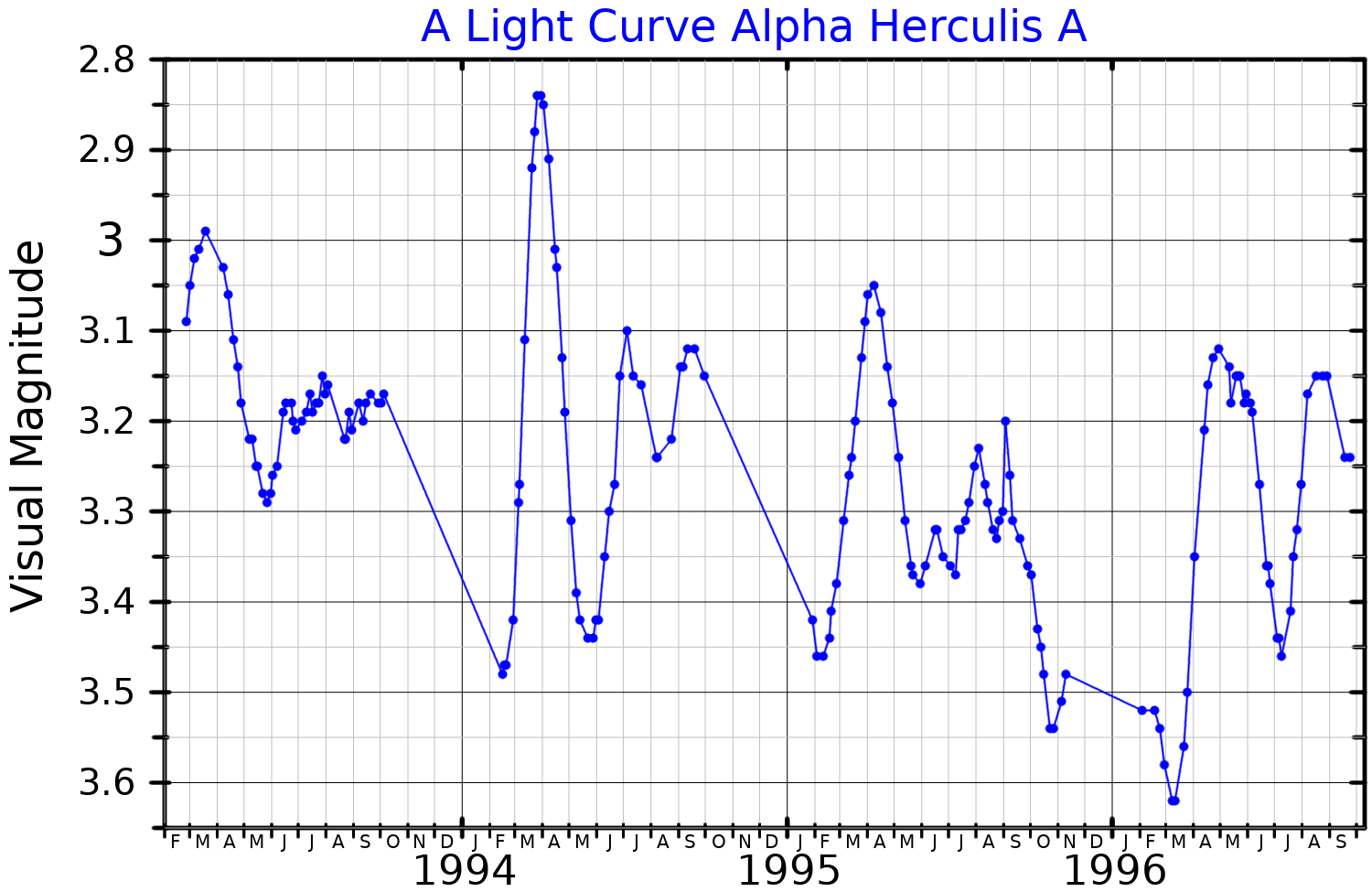
Lichtkromme van Rasalgethi

Rasalgethi (alpha Herculis) is een heldere dubbelster in het sterrenbeeld Hercules.
De ster staat ook bekend als Ras Algethi en Rasalegti.
De hoofdcomponent van Rasalgethi is een rode reus met een gasschil met een diameter die 20 000 keer zo groot is als de zon.